# 最烂学生?2
最烂学生? 2是马来西亚的2014年网络电影，由钟盛忠自编自导，在YouTube平台播出。2015年，此电影确认拍摄续集《最烂学生?3》。

## 相关电影
- 最烂学生?
- 最猛学生
- 最猛老师